# Ratusz w Sandomierzu
Ratusz w Sandomierzu – budynek wzniesiony w 1349 r. – wkrótce po najeździe Litwinów. Pierwotnie gotycki, był budowlą na planie kwadratu zwieńczoną wysoką, ośmioboczną wieżą. Część południowa, najstarsza (na niej zegar słoneczny) pochodzi z tego okresu. W XVI w. został rozbudowany na rzucie wydłużonego prostokąta, a następnie zwieńczony attyką trójstrefową, której autorstwo przypisywane jest Janowi Marii Padovano.
Ceglany, częściowo z kamiennym detalem. Dwukondygnacyjny, wnętrza 3-dzielne na obu kondygnacjach. Attyka z szerokim fryzem arkadkowym, ponad którym ciąg kolistych otworów na przemian z konsolkami podtrzymującymigzyms, a ponad gzymsem sterczynowo-wolutowy grzebień z kamiennymi maskami na narożach, przedstawiającymi cztery stany. Przy elewacji zachodniej tynkowana Wieża, dobudowana w 2 ćwierci XVII wieku, do wysokości korpusu ratusza czworoboczna, wyżej ośmioboczna. Na wieży hełm z czasów remontu ratusza w 1873 r.
Na ścianie południowej ratusza znajduje się zegar słoneczny wykonany w technice sgraffito przez Tadeusza Przypkowskiego (1958), byłego właściciela muzeum zegarów w Jędrzejowie. Od strony wschodniej przed ratuszem znajduje się figura Matki Boskiej Niepokalanej z 1776 r., ustawiona na pamiątkę misji świętej w 1770 r.
W ratuszu mieści się Urząd Stanu Cywilnego, w podziemiach klub „Lapidarium”. Obok wejścia do klubu znajduje się wyjście z podziemnej trasy turystycznej.
O godzinie 12.00 z wieży ratuszowej grany jest hejnał sandomierski.

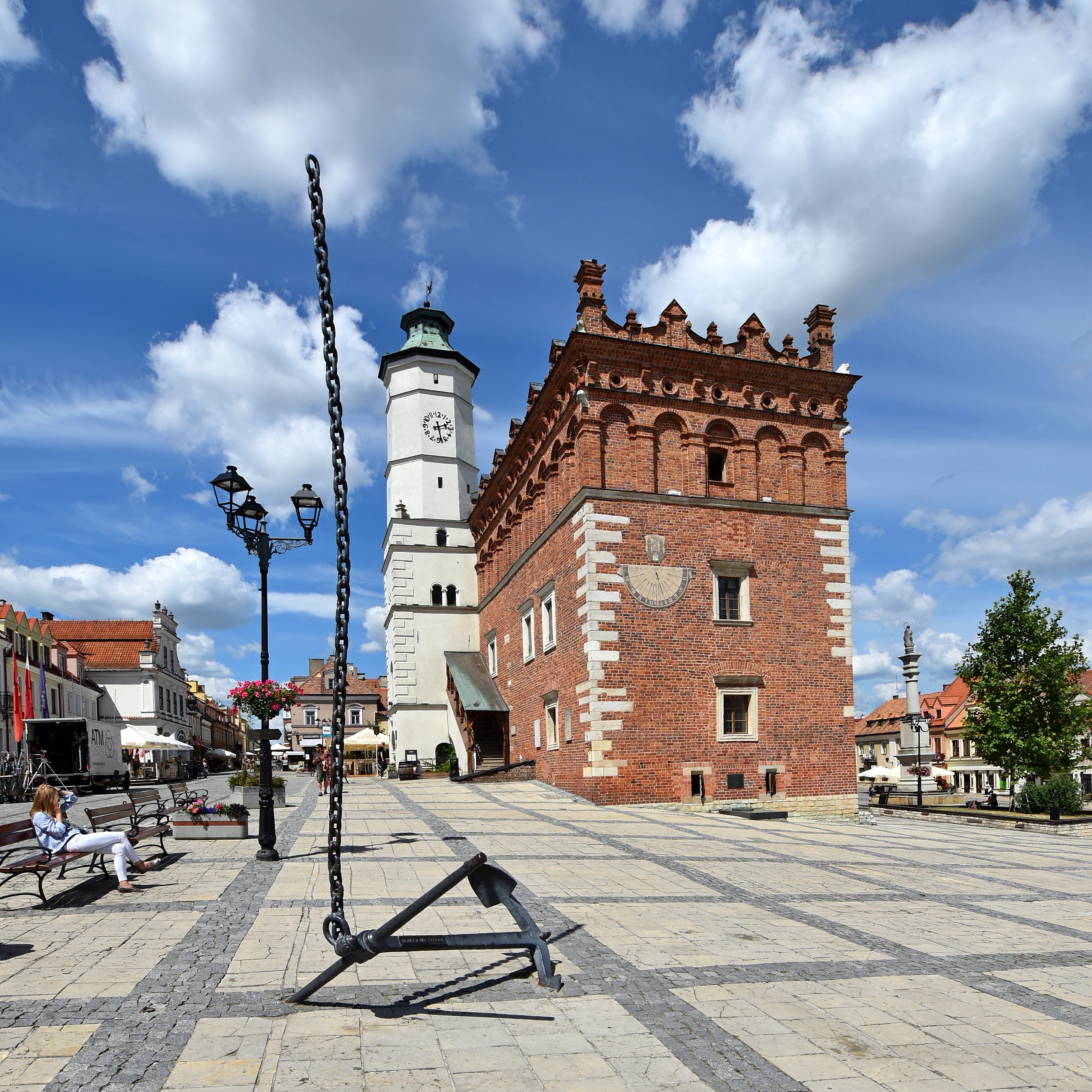
Elewacja południowa
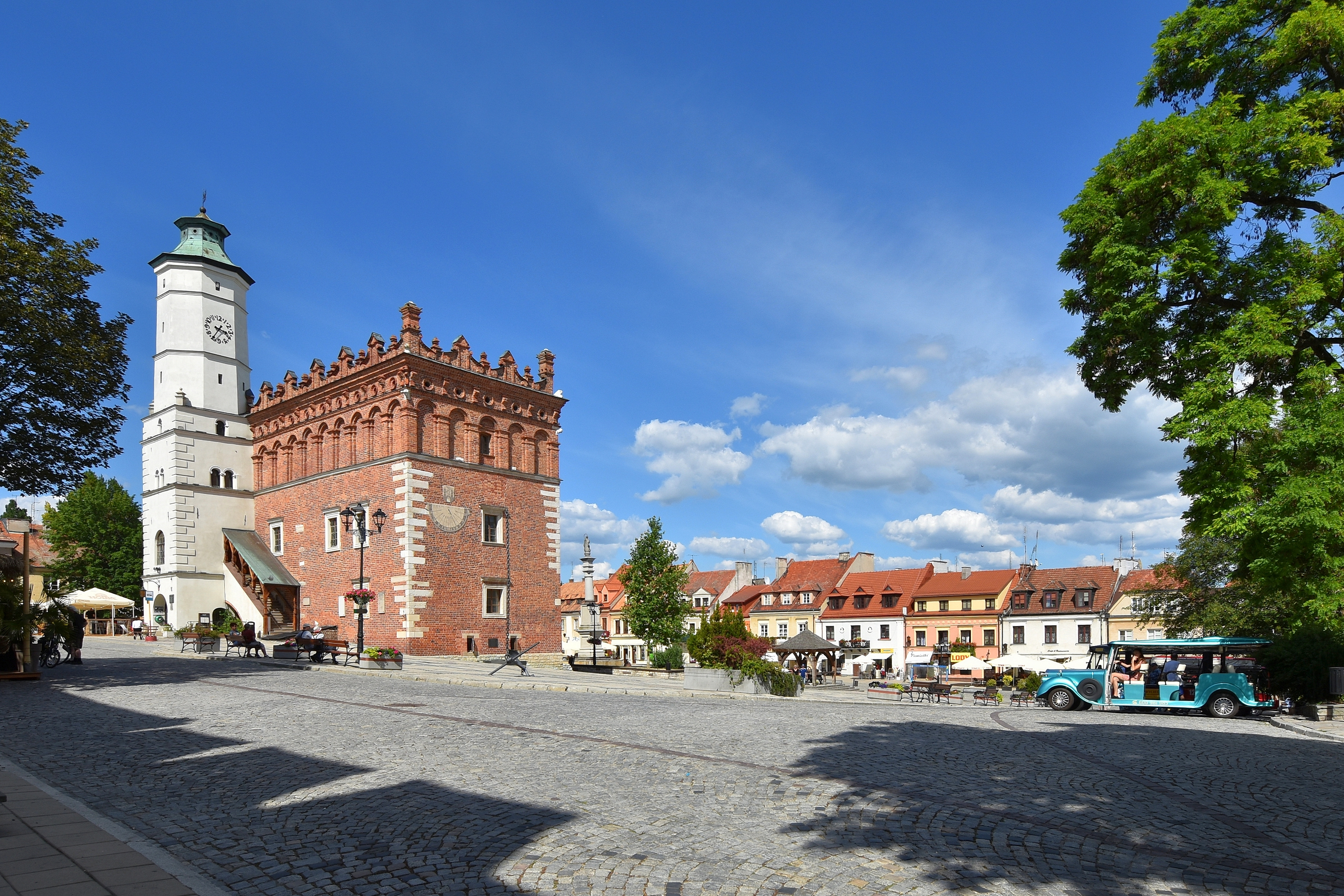
Widok z rynkiem
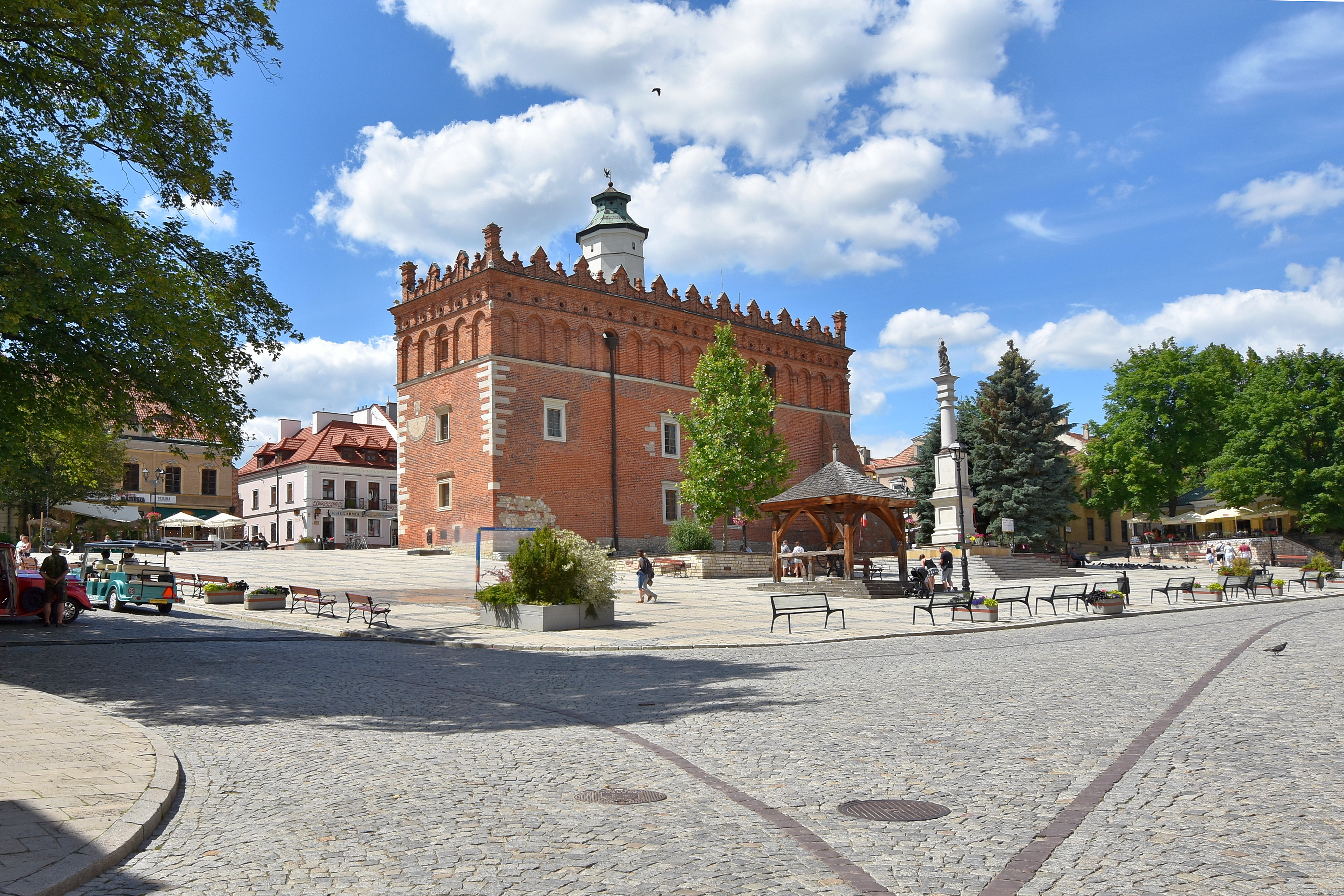
Elewacja wschodnia

## Pomnik historii
22 listopada 2017 r. decyzją Prezydenta RP Andrzeja Dudy na wniosek Ministra Kultury i Dziedzictwa Narodowego Piotra Glińskiego, po uzyskaniu opinii Rady Ochrony Zabytków, wpisano sandomierski historyczny zespół architektoniczno-krajobrazowy na listę pomników historii, przyznawany zabytkom nieruchomym o szczególnej wartości historycznej, naukowej i artystycznej, utrwalonym w powszechnej świadomości i mającym duże znaczenie dla dziedzictwa kulturalnego Polski. Obszar tego pomnika obejmuje zabytki sandomierskiej starówki, w tym między innymi bazylikę katedralną, sandomierskie kościoły pw. Nawrócenia świętego Pawła, pw. św. Jakuba, pw. św. Michała, pw. św. Józefa, pw. Ducha Świętego, Dom Długosza, średniowieczny układ urbanistyczny miasta, Brama Opatowska, ratusz, Collegium Gostomianum, Wąwóz Królowej Jadwigi i Wąwóz Piszczele.